# Cladosporium gallicola
Cladosporium gallicola is een hyperparasiet op onder andere viooltjesroest, die behoort tot het geslacht Cladosporium. De schimmel parasiteert op de aecia van Cronartium comandrae op Pinus contorta subsp. latifolia, Endocronartium harknessii op Pinus banksiana en op Pucciniastrum goeppertianum op Abies grandis. Op viooltjesroest worden de urediniosporen geparasiteerd.
Conidia zitten meestal in vertakte ketens. De kleine, halfkleurloze tot lichtbruine, spoelvormige tot breed subcilindrische conidiën zijn 2-6(-7) µm lang en hebben 0(1) septa. De grote, breed ellipsoïde tot subcilindrische conidia zijn 6-8 µm lang en (0,5-)1-2,5 µm breed. Ze hebben 2-3(-4) septa.